# Ceropegia petignatii
Ceropegia petignatii är en oleanderväxtart som beskrevs av W. Rauh. Ceropegia petignatii ingår i släktet Ceropegia och familjen oleanderväxter. Inga underarter finns listade i Catalogue of Life.